# Pennsylvanià
| Permià | Cisuralià    | Asselià     | més recent  |
| Carbonífer | Pennsylvanià | Gjelià      | 303,7 ± 0,1 |
| Carbonífer | Pennsylvanià | Kasimovià   | 307,0 ± 0,1 |
| Carbonífer | Pennsylvanià | Moscovià    | 315,2 ± 0,2 |
| Carbonífer | Pennsylvanià | Baixkirià   | 323,2 ± 0,4 |
| Carbonífer | Mississippià | Serpukhovià | 330,9 ± 0,2 |
| Carbonífer | Mississippià | Viseà       | 346,7 ± 0,4 |
| Carbonífer | Mississippià | Tournaisià  | 358,9 ± 0,4 |
| Devonià | Superior     | Famennià    | més antic   |
| Subdivisió del sistema Carbonífer segons l'ICS.. Actualitzat amb la Taula Cronostratigràfica de l'ICS del 2013 |              |             |             |

El Pennsylvanià o Pennsilvanià és una època geològica del període Carbonífer, que començà fa 323,2 ± 0,4 milions d'anys i s'acabà fa 298,9 ± 0,15 milions d'anys. Igual que passa amb la majoria d'altres períodes geològics, els estrats de roca que defineixen el període estan ben identificats, però la data exacta de l'inici i el final són incertes per alguns milions d'anys. El Pennsylvanià porta el nom de l'estat de Pennsilvània, on les roques d'aquesta antiguitat estan molt esteses.
La divisió entre Pennsylvanià i Mississippià prové de l'estratigrafia nord-americana. A Amèrica del Nord, on els primers jaços del Carbonífer són principalment calcàries marines, el Pennsilvània es tractà en el passat com un període geològic de ple dret entre el Mississippià i el Permià.
A Europa, el Mississippià i el Pennsylvanià són més o menys continus als dipòsits continentals de terres baixes i s'agrupen en el període Carbonífer.
L'escala temporal geològica actual de l'ICS, utilitzada internacionalment, atorga al Mississippià i al Pennsylvanià el rang de subperíodes, subdivisions del període Carbonífer.
Al Pennsylvanià ja estaven presents totes les classes modernes de fongs.